# Amrit Kaur

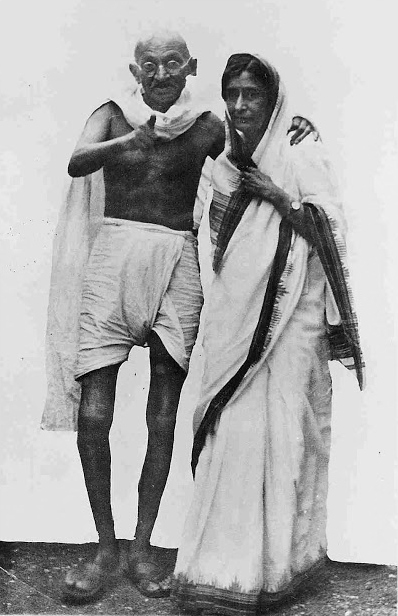
Mahatma Gandhi com Rajkumari Bibiji Amrit Kaur em Simla, em 1945.

Rajkumari Bibiji Amrit Kaur (2 de fevereiro de 1889 - 2 de outubro de 1964) foi a ministra da saúde no governo indiano durante 10 anos depois da independência da índia do Raj Britânico em 1947. Foi uma eminente gandhiana, uma defensora da liberdade e uma ativista social.

## Primeiros anos de vida
Amrit Kaur nasceu no dia 2 de fevereiro de 1889, em Lucknow, Uttar Pradesh, Índia. Ela e seus sete irmãos são os oito filhos do Rajá Harnam Singh, um membro da família real de Kapurthala na região de Punjab e sua esposa Rani Priscilla Kaur Sahiba (Priscilla Golaknath), filha de uma mãe presbiteriana e um pai anglicano.
Iniciou seus estudos em Sherbone School for Girls, em Dorset, Inglaterra, e o resto dos estudos na universidade de Oxford. Depois de completar sua educação retornou a Índia.

## Participação no Movimento de Libertação Indiano

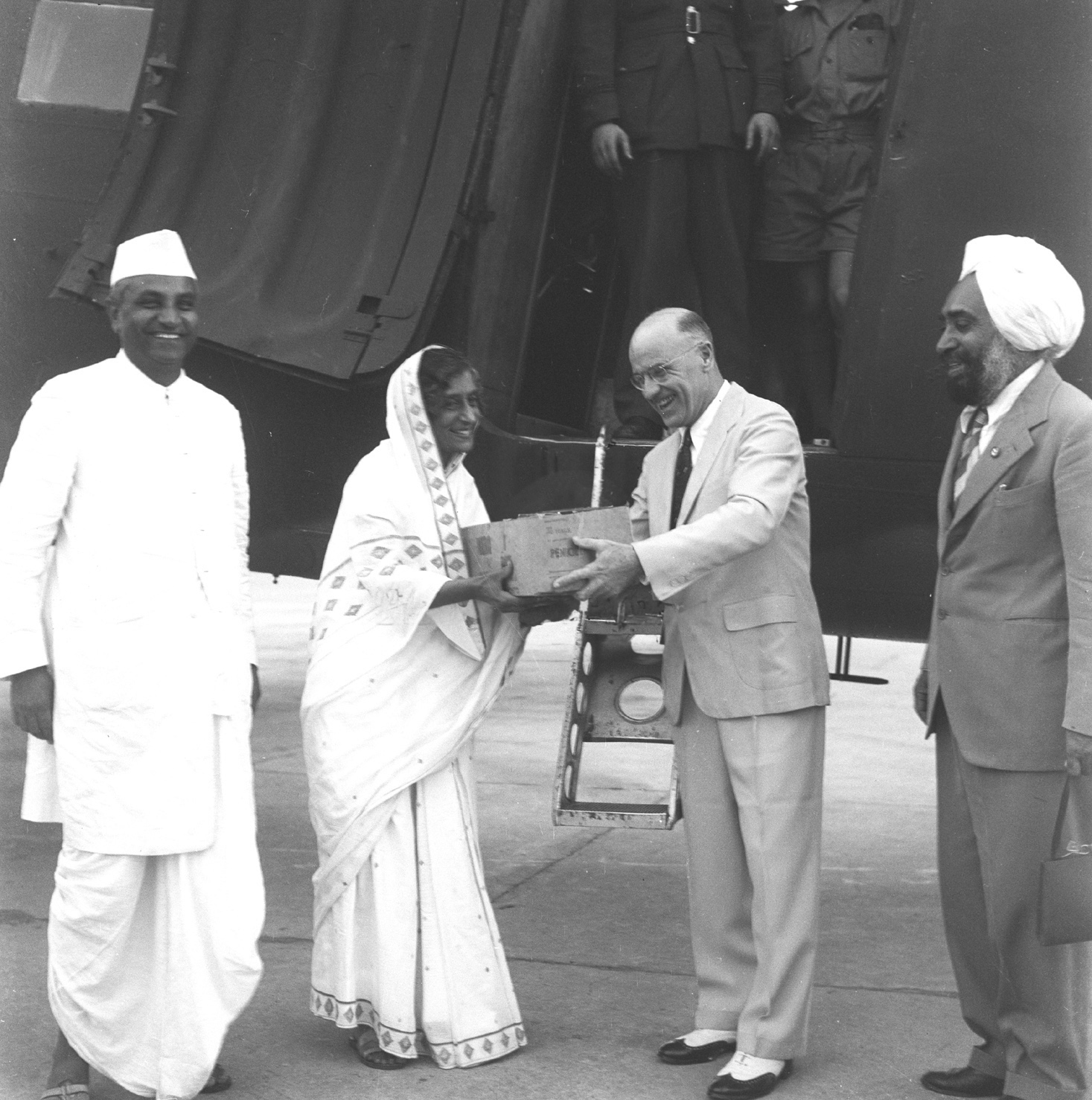
Rajkumari Amrit Kaur recebe malas com penicilina.

Raja Harnam Singh adentrou o circulo de líderes do Partido Indiano do Congresso (PIG) tais como Gopal Krishna Gokhale. Depois de concluir seus estudos, voltando da Inglaterra para Índia, Rajkumari se interessou pela independência indiana graças as visitas ocasionais dos líderes do movimento a casa de seu pai. Inspirada na personalidade de Mahatma Gandhi em 1919 em Bombaim, ela compartilhou da visão de país do líder da independência. O famoso massacre de Jallianwala Bagh que levou a morte muitos Sikhs, no mesmo ano pelo governo colonial britânico convenceu-na que a Índia precisava o mais cedo possível de sua liberdade. Ela adentrou o PIG e começou a participar ativamente do movimento, em busca de reformas sociais na Índia.
Ela foi co-fundadora da Conferência de Todas as Mulheres Indianas em 1927, se tornando secretária do mesmo em 1930 e presidente em 1933.
Pela participação na marcha liderada por Gandhi de 240 milhas, conhecida como Marcha de Dandi, em 1930 foi presa pelas autoridades britânicas.
Rajkumari passou a viver com Mahatma Gandhi em 1934 e compartilhar de sua austera, se libertando de seu passado aristocrático. Apenas como secretária de Gandhi serviu 16 anos.
Foi escolhida como representante do PIG, em 1937 em uma missão de boa vontade para com Bannu, uma província de fronteira a noroeste. As autoridades britânicas a aprisionaram novamente.
Em 1942, participou do Movimento Fora Índia e acabou pro ser presa novamente.
Rajkumari serviu como patrona para o "Fundo de Educação de Todas as Mulheres da Índia". Ela foi membro do comitê executivo de Lady Irwin College em Nova Delhi. O Governo Colonial Britânico a apontou como uma membro do Ministério da Educação; (ela foi retirada do ministério durante o Movimento Fora Índia). Foi enviada como membro da delegação da Índia para a conferência da UNESCO em Londres e em Paris em 1945 e 1946, respectivamente. 
Rajkumari trabalhou para reduzir o analfabetismo, erradicar o costume do casamento entre crianças e o sistema de purdah para as mulheres, que prevalece até hoje em algumas comunidades indianas.

### Livros
- Paixão Índia, Javier Mourão.